# Râul Valea Mare, Târnava Mare
Râul Valea Mare este un curs de apă, afluent al râului Târnava Mare. 

## Hărți
- Harta județului Sibiu